# Adrian Iencsi
Adrian Mihai Iencsi (n. 15 martie 1975) este un fost jucător român de fotbal, actualmente antrenor principal al echipei CSM Sighet.

## Cariera
Adrian Iencsi s-a născut pe 15 martie, 1975 la Piatra Neamț. A început să practice fotbalul la centrul de copii și juniori ai clubului din localitate. Îsi face debutul în Divizia A la data de 16 martie 1994, în meciul dintre Inter Sibiu și FC Ceahlăul. Joacă doi ani pentru FC Ceahlăul după care este împrumutat la Cetatea Tg. Neamț pentru un sezon. După revenirea la echipa din orașul natal, evoluțiile sale au fost foarte bune, atrăgând atenția cluburilor puternice din București.
În sezonul 1996-1997 se transferă la Rapid București, echipă la care va juca pentru 7 sezoane, timp în care va ajunge căpitan și în care este convocat la echipa națională de fotbal a României. Devine de două ori campion și câștigă două cupe la Rapid, iar în 2004 este cumpărat de Spartak Moscova.
Revine în campionatul intern la începutul anului 2007, după ce a fost refuzat de echipa engleză Leeds United, alegând să semneze un contract cu fosta sa echipă - Ceahlăul Piatra Neamț.
În sezonul 2007-2008 a evoluat la echipa cipriotă Apollon Limasol, după care s-a transferat în Austria, la echipa Kapfenberger SV.
Din returul sezonului 2008-2009 a devenit jucător-antrenor secund la Rapid București, poziție pe care a ocupat-o până în vara anului 2010.
În 2011 s-a transferat la FCM Târgu Mureș.
În 2012 a semnat cu nou-promovata în Liga II, CS Buftea.

## Detalii carieră
| Sezonul   | Clubul           | Jocuri | Goluri marcate |
| --------- | ---------------- | ------ | -------------- |
| 1993-1994 | FC Ceahlăul      | 2      | 0              |
| 1994-1995 | FC Ceahlăul      | 2      | 0              |
| 1994-1995 | Cetate Tg. Neamț | 17     | 1              |
| 1995-1996 | FC Ceahlăul      | 22     | 1              |
| 1996-1997 | FC Ceahlăul      | 17     | 1              |
| 1996-1997 | Rapid București  | 16     | 0              |
| 1997-1998 | Rapid București  | 29     | 2              |
| 1998-1999 | Rapid București  | 26     | 3              |
| 1999-2000 | Rapid București  | 26     | 5              |
| 2000-2001 | Rapid București  | 27     | 1              |
| 2001-2002 | Rapid București  | 26     | 5              |
| 2002-2003 | Rapid București  | 26     | 4              |
| 2003-2004 | Rapid București  | 13     | 2              |
| 2004      | Spartak Moscova  | 17     | 1              |
| 2005      | Spartak Moscova  | 13     | 1              |
| 2006      | Spartak Moscova  | 7      | 0              |
| 2006-2007 | FC Ceahlăul      | 8      | 0              |

În total :
- 233 de meciuri (24 de goluri) în Liga 1
- 37 de meciuri (2 goluri) în FPL (Rusia)

## Cariera europeană
| Sezonul   | Comp.               | Jocuri | Goluri marcate |
| --------- | ------------------- | ------ | -------------- |
| 1998-1999 | Cupa UEFA           | 2      | 0              |
| 1999-2000 | p. Liga Campionilor | 2      | 0              |
| 2000-2001 | Cupa UEFA           | 4      | 1              |
| 2001-2002 | Cupa UEFA           | 4      | 0              |
| 2002-2003 | Cupa UEFA           | 4      | 1              |
| 2003-2004 | p. Liga Campionilor | 2      | 0              |

## Echipa națională
Adrian Iencsi a debutat la echipa națională de fotbal la data de 15 noiembrie 2000, într-un meci împotriva Iugoslaviei (Serbia de astăzi), iar ultima sa prezență în lotul Tricolorilor datează din primăvara 2006, cu ocazia turneului amical din S.U.A.. În total, Adrian Iencsi a evoluat de 30 de ori pentru România, înscriind 1 gol.